# Allium cepa var. horcal
La cebolla horcal (Allium cepa L. var. horcal) es una variedad de la cebolla.
Es autóctona de las provincias de Burgos y Palencia. Se tienen referencias bibliográficas de la cebolla horcal desde 1854.

## Características organolépticas
Color dorado. Forma globosa. Tamaño grande (10,1 cm de media). Piel fina de color marrón. Textura crujiente. Jugosa. Aroma fresco. Sabor suave, ligeramente dulce. Pulpa del blanco al amarillento verdoso claro. Capas gruesas, carnosas y jugosas.

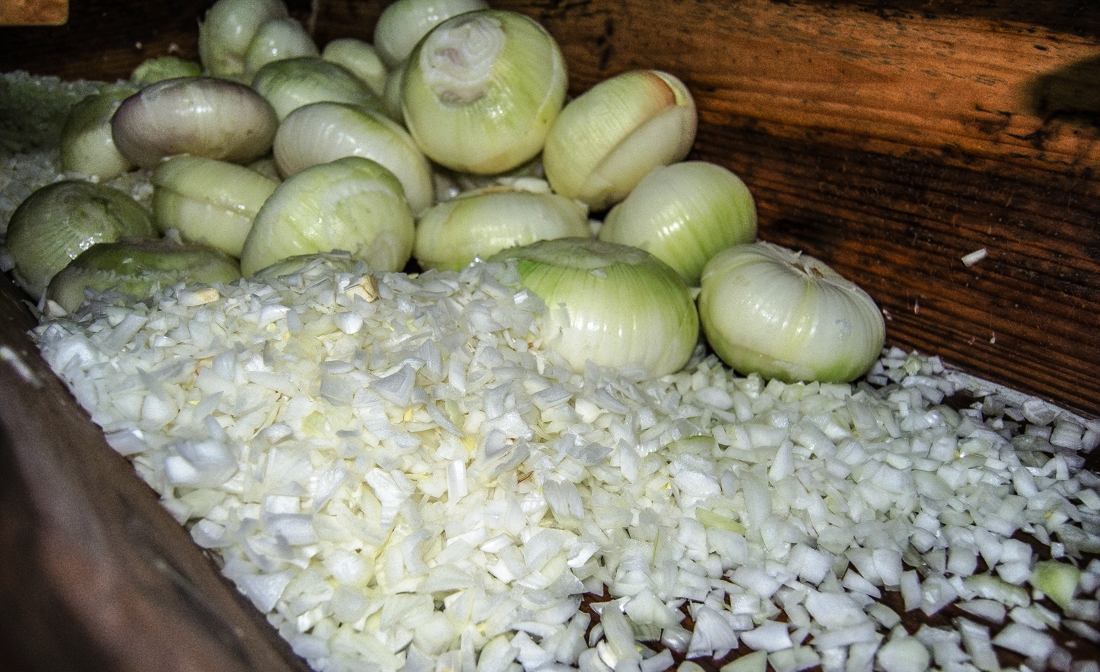
Picado de cebollas horcales para la elaboración de morcillas de Burgos.

## Cultivo
Se cultiva en las provincias de Castilla y León (Burgos, Palencia, Segovia, Zamora,...). Se recolecta de septiembre hasta abril o mayo, lo que viene a coincidir con la época de matanzas tradicionales del cerdo.
El tipo de suelo en que se cultiva influye en la evolución de las características fisicoquímicas de la cebolla
de la variedad Horcal.

## Usos
La cebolla horcal es uno de los ingredientes principales de la morcilla de Burgos. Entra en la composición en un porcentaje mayor al 35%. Los elaboradores de esta especialidad consideran que es la variedad más adecuada para ello. Es importante para las etapas del amasado y del embutido. Influye en las características físico-químicas y en las características organolépticas propias de la morcilla de Burgos. El porcentaje de cebolla horcal influye sobre el pH, los azúcares totales y la fibra dietética total. Influye en el número e intensidad de los compuestos volátiles, en particular de compuestos azufrados que dan a la morcilla su particular olor y sabor picante.
La cebolla horcal también se utiliza para la elaboración de la morcilla de León, que no lleva arroz.
Es, por tanto, la cebolla matancera por excelencia.
También se usa para incorporar a guisos.

Una vez cortada o picada, la cebolla horcal mantiene su calidad aproximadamente un día.

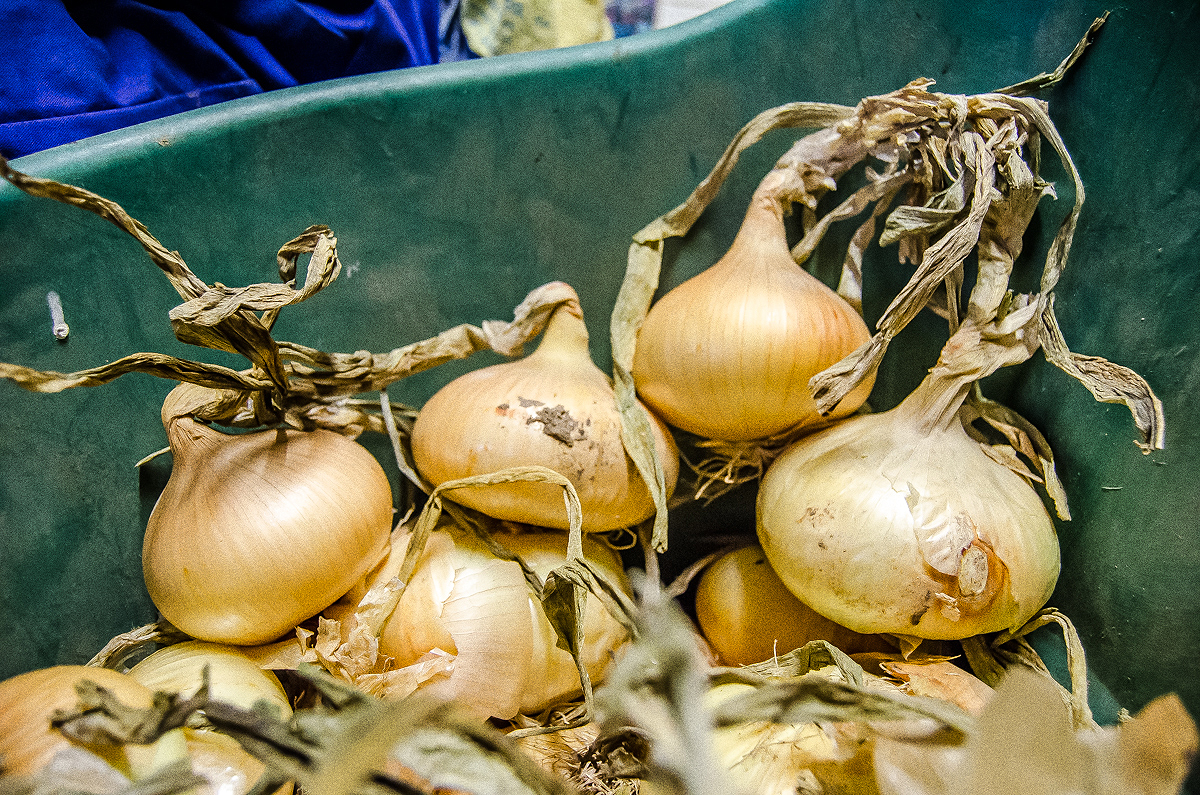
Cebollas horcales

## Taxonomía
El género fue descrito por Carlos Linneo y publicado en Species Plantarum 1: 300–301. 1753.
Etimología
Allium: nombre genérico muy antiguo. Las plantas de este género eran conocidas tanto por los romanos como por los griegos. Sin embargo, parece que el término tiene un origen celta y significa "quemar", en referencia al fuerte olor acre de la planta. Uno de los primeros en utilizar este nombre para fines botánicos fue el naturalista francés Joseph Pitton de Tournefort (1656-1708).
cepa: epíteto latíno que significa "cebolla"